# Elisabetta Terabust
Elisabetta Terabust (Varese, 4 de agosto de 1946-Roma, 5 de febrero de 2018) fue una bailarina de ballet italiana. 

## Biografía
Asistió a la Escuela de Ballet del Teatro de Ópera de Roma dirigido por Attilia Radice y, después de graduarse, ingresó al cuerpo de baile del teatro. Se convirtió en primera bailarina en 1966 y en estrella en 1972. En este período se perfeccionó con el danés Erik Bruhn, con quien bailó en el pas de deux de Don Quijote y en el Festival de Flores en Genzano; colabora con el maestro Žarko Prebil, de quien interpreta, entre otros, El cascanueces y La Cenicienta y actúa en algunas creaciones del coreógrafo húngaro Aurel Milloss.
En 1973 bailó como primera bailarina en el Ballet Nacional de Marsella, dirigido por Roland Petit, que creó para ella un Cascanueces; también interpretó roles principales en las coreografías Le Loup, Carmen, Coppelia, Notre Dame de París. Luego se mudó a Londres donde comenzó su colaboración con el London Festival Ballet —hoy English National Ballet— consolidando su carrera internacional y madurando su sensibilidad como intérprete contemporánea. De hecho, además de abordar los ballets del repertorio clásico (de El lago de los cisnes a La sílfide), Terabust revela una ductilidad especial al actuar en obras de autores más actuales como Glen Tetley (Sphinx, Greening), Barry Moreland, John Cranko (Onegin) y George Balanchine.
En los años 80 regresó a Italia como bailarina invitada residente de la compañía Aterballetto, donde actuó en muchas obras de Amedeo Amodio, William Forsythe, Alvin Ailey y Balanchine.
De 1990 a 1992 dirigió el Ballet de la Ópera de Roma; de 1993 a 1997 el del Teatro alla Scala; de 2000 a 2002 MaggioDanza, compañía estable del Maggio Musicale Fiorentino; de 2002 a 2006 el ballet en el Teatro San Carlo de Nápoles. En 2007 regresó nuevamente, durante un corto tiempo, a la dirección del Teatro alla Scala de Milán. Trabajó con éxito como buscadora de talentos, y lanzó numerosos talentos jóvenes como Massimo Murru y Roberto Bolle.
Fue directora honoraria de la Escuela de Danza del Teatro de la Ópera de Roma.
En abril de 2013, el primer volumen dedicado a su vida y su carrera artística fue publicado por la editorial Gremese: Elisabetta Terabust l'assillo della perfezione; escrita por el bailarín y escritor Emanuele Burrafato.